# Dobryń-Kolonia
Dobryń-Kolonia – wieś w Polsce położona w województwie lubelskim, w powiecie bialskim, w gminie Zalesie.
W latach 1975–1998 miejscowość administracyjnie należała do województwa bialskopodlaskiego.
Wieś jest sołectwem w gminie Zalesie. Według Narodowego Spisu Powszechnego z roku 2011 wieś liczyła 151 mieszkańców. 
Wierni Kościoła rzymskokatolickiego należą do parafii Przemienienia Pańskiego w Malowej Górze.